# زنان در اردن
در طول تاریخ، زنان در اردن در وضعیت سیاسی، اجتماعی و اقتصادی بسیار متنوع بر ارزش حقوقی، سنتی، فرهنگی و مذهبی در آن زمان است. چارچوب قانونی فعلی که مبتنی بر قانون مدنی اروپا است، همراه با سنت اسلامی است و قانون شرع، حقوق و آزادی‌هایی را که به طور قانونی به زنان اعطا شده‌است، تعیین می‌کند.

## سیاسی

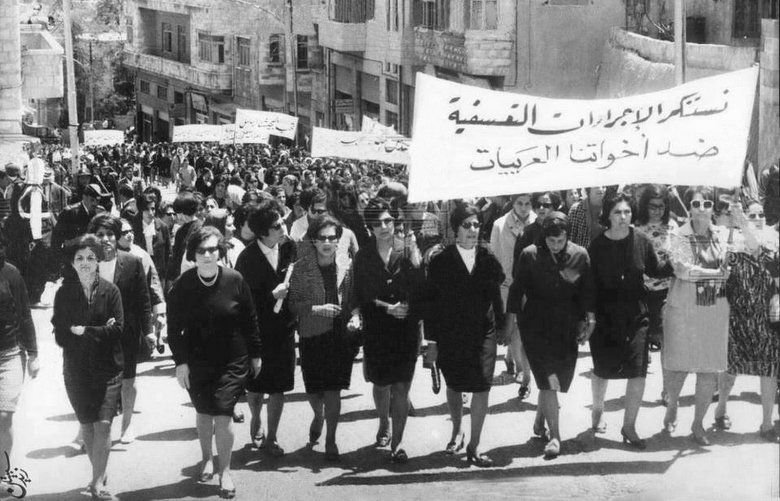
زنان معترض در مرکز شهرعَمان، اردن مربوط به سال 1968

چارچوب عامل‌های فعلی برای حقوق زنان در اردن شامل قانون اساسی اردن، یک کد وضعیت مدنی، وضعیت شخصی قانون و قانون در خصوص بین‌المللی حقوق بشر می‌شود. آرمانهای سنتی و فرهنگی زنانگی نیز بر نحوه مشاهده و رفتار زنان در اردن تأثیر می‌گذارد. اما زنان در اردن تا سال ۱۹۷۴ حق رأی را دریافت نکردند. این برای منطقه بسیار دیر بود، زیرا اسرائیل، سوریه، لبنان، مصر، یمن، ترکیه و ایران همگی تا سال ۱۹۶۷ به زنان حق رای داده بودند. 
قانون اساسی اردن در سال ۱۹۵۲ نگاشته شده‌است و می‌گوید که همه "اردنی‌ها برابر قانون برابر هستند. در مورد حقوق و وظایف آنها به دلیل نژاد، زبان یا دین هیچ تبعیضی وجود نخواهد داشت. " مفاد قانون اساسی بسیاری وجود دارد که حقوق اساسی و نمایندگی سیاسی را برای همه تأیید می‌کند. به عنوان مثال، در ماده ۲۲ آمده‌است که هر اردنی از فرصت برابر برای انتصاب به منصوب و مشاغل عمومی برخوردار است، زیرا این قرارها "براساس شایستگی و صلاحیت‌ها انجام می‌شود". اصلاحیه ای در ۲۸ ژانویه ۲۰۰۳ سیستم سهمیه بندی را در پارلمان اردن به اجرا گذاشت و در حالی که پیشینه مذهبی برای کرسی‌های پارلمان در قانون اساسی وجود دارد، اختصاص صندلی برای زنان امری جدید است و نشان می‌دهد که دولت به رسمیت می‌شناسد و در تلاش است تا موانع مختلف زنان را تجزیه کند. برای اداره شدن قانون مجازات موقت مجازات مجازات مردانی را که مرتکب اعمال خشونت آمیز علیه زنان در متن "افتخار" می‌شوند، کاهش می‌دهد. در دهه گذشته اما اصلاح شده‌است. در حالی که کد اصلی به مردان این امکان را می‌داد که خود قانون را پیاده کنند، اما این اصلاحیه جدید مجازات و مجازات را به سیستم قضایی کشور منتهی می‌کند. بعلاوه، طبق قانون کار یا مجازات مقررات برای محافظت از زنان در برابر آزار و اذیت جنسی وجود ندارد . این فقدان قانون صریحاً برای حمایت از زنان، آنها را در معرض آزار و اذیت در خانه و محیط کار قرار می‌دهد. اردن یک عضو از بسیاری است سازمان‌های بین‌المللی است که تضمین‌های اساسی حقوق بشر به زنان است.

### کمیسیون ملی اردن برای زنان
مأموریت کمیسیون ملی اردن برای زنان (JNCW) شامل حمایت از اصلی سازی چشم انداز برابری جنسیتی در همه زمینه‌های سیاست و محدود کردن شکاف بین تصدیق رسمی حقوق زنان به تفصیل توسط قانون و نگرش‌های واقعی جامعه نسبت به زنان از طریق بهبود وضعیت زنان و تقویت نقش آنها در توسعه ملی می‌باشد. آنها با پیشنهاد قانون و مطالعه سیاست‌های موجود در مورد حقوق زنان در اردن برای تساوی وضعیت زنان - از نظر اجتماعی، سیاسی و اقتصادی در اردن تلاش می‌کنند. JNCW همچنین با همکاری مؤسسات مختلف دولتی و سازمانهای غیر دولتی به امید انشعاب و توسعه سازمان خود همکاری نزدیکی دارد. در سال ۱۹۹۶، کابینه اردن JNCW را به عنوان "مرجع" رسمی دولت در مورد همه موضوعات مربوط به زنان قرار داد و اکنون مستقیماً به نخست وزیر گزارش می‌شود . JNCW به یک مؤسسه شبه دولتی تبدیل شده‌است که بخش عمده ای از آن را برای تهیه سیاست‌های ملی در مورد حقوق زنان و پیشرفت اقتصادی مسئولیت پذیر است.

## بازنمای اجتماعی

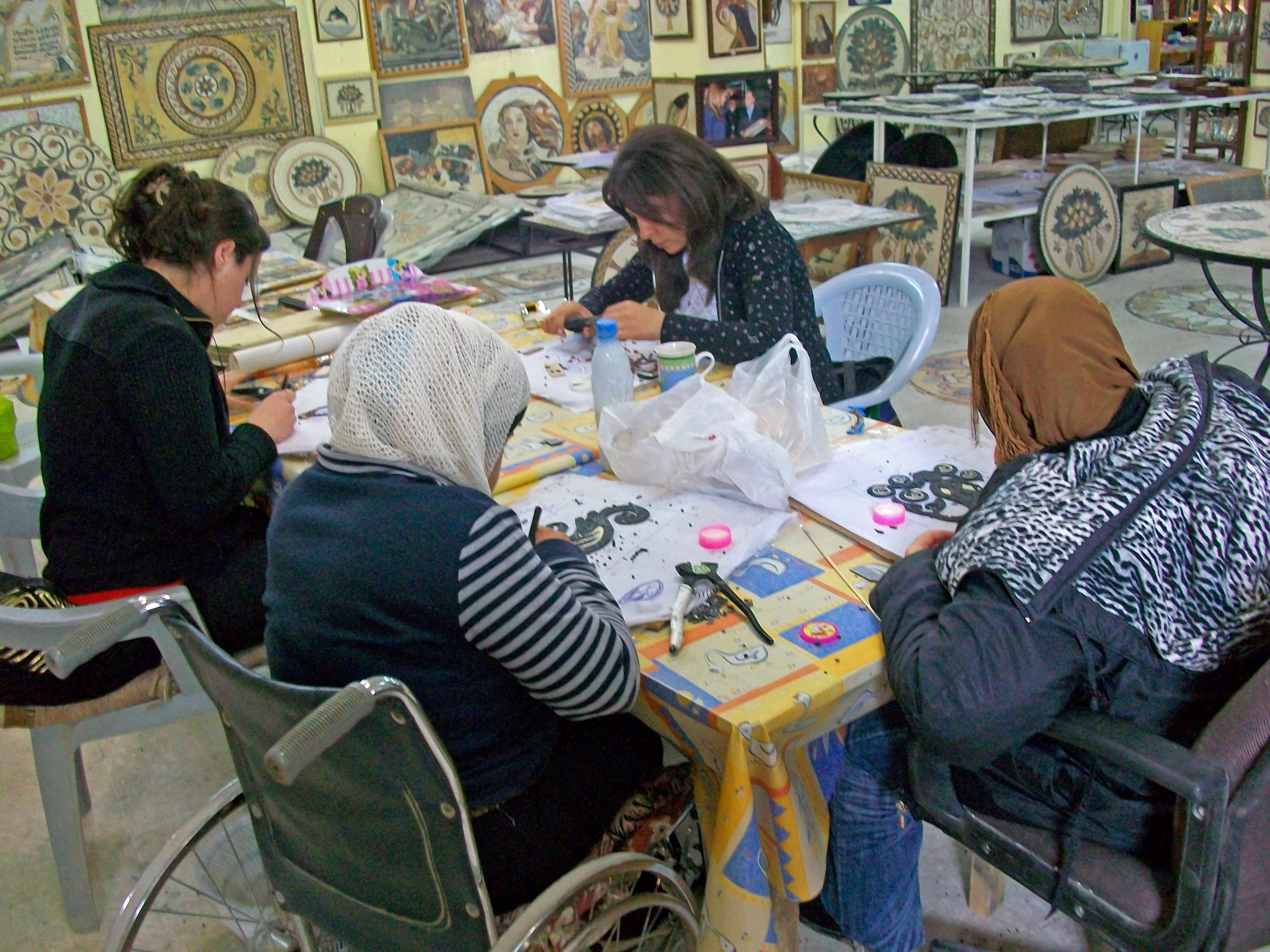
زنان در حال انجام مهره ها، ایجاد موزاییک، از طریق یک برنامه تحت حمایت دولت، در اردن

### تحصیلات
طبق مفاد اصلی قانون اساسی یکی از حقوق مسلم زنان اردنی وجود آموزش و پرورش می‌باشد. در ماده ۲۰ قانون اساسی، آموزش ابتدایی برای کلیه اردنی‌ها و به‌صورت رایگان در مدارس دولتی، لازم است. این قانون در قانون آموزش و پرورش توضیح داده شده و تقویت شده‌است. دولت اردن هر سال بیش از ۵ درصد در آموزش و پرورش هزینه می‌کند و نتایج مثبتی داشته‌است. از سال ۱۹۸۰، میزان سواد در اردن از ۶۹٫۲ درصد به ۹۱ درصد در سال ۲۰۰۲ افزایش یافته‌است. با میزان سواد زنان ۸۵٫۹٪، اردن بالاترین میزان سواد زنان را در خاورمیانه دارد . بنابراین، در حالی که اکثر زنان اردنی سواد و تحصیلات خوبی دارند، تفاوت انتظارات شغلی مبتنی بر جنسیت ناشی از شیوه‌های فرهنگی است و نه این واقعیت است که زنان به اندازه مردان توانایی ندارند.
ثبت نام خانم‌ها در تمام سطوح مدرسه زیاد است و زنان اردنی بالاترین میانگین سالهای تحصیل را در مقایسه با زنان در کویت و بحرین دارند. در حالی که مردان در اردن ۱٫۷ سال تحصیلات بیشتری را که زنان در اردن دریافت می‌کنند، دریافت می‌کنند، تفاوت این منطقه برای منطقه بسیار کم است. نرخ ترک تحصیل بیش از حد نیست، اما زنان ادعا می‌کنند دلیل اصلی آنها برای ترک تحصیل (در سطوح مختلف) ازدواج و مسئولیت‌های آنها در خانه است در حالی که مردان ادعا می‌کنند که در درجه اول برای ترک شغل و کمک به خانواده خود درآمد دارند.
تصویب خانواده از آموزش زن بسیار مهم است. وقتی خانواده فقیر نتوانند بیش از یک کودک را از طریق مدرسه بگذرانند، پسر آموزش می‌گیرد و از دختر انتظار می‌رود روی مهارت‌های خانه داری تمرکز کند. در حالی که زنان به آموزش مقدماتی دسترسی دارند، دسترسی به آموزش فناوری محدود است زیرا انتظار می‌رود زنان موضوعاتی را مطالعه کنند که به طور مستقیم با نقش‌های غالب آنها به عنوان همسران و مادران مرتبط باشد - مانند هنر، علوم انسانی و تدریس. گرچه زنان در مدرسه نسبتاً مساوی هستند، اما کلیشه‌های بیش از حد جنسیت در کتب درسی اردن وجود دارد.

### وضعیت استخدام
مقررات قانون اساسی وجود دارد که حقوق اساسی شهروندان اردنی را برای کار و استخدام تأیید می‌کند و هیچ چیزی در اسلام وجود ندارد که زنان را از انجام این کار منع کند. در قانون اساسی آمده‌است: "کار حق همه شهروندان است"، "مشاغل براساس توانایی" و "همه اردنی‌ها برابر قانون برابر هستند. هیچ تبعیضی بین اردنی‌ها درمورد حقوق و وظایف مبتنی بر نژاد، زبان یا دین وجود نخواهد داشت. قانون کار این گونه است که هر شخص باید در ازای دستمزدش یک کار را انجام می‌دهد. قانون اساسی ادعا می‌کند که دولت "باید در محدوده امکانات خود کار و آموزش را تضمین کند، و آرامش و فرصتهای برابر را برای همه اردنی‌ها تضمین کند." کار "حق هر شهروند" است و "دولت باید با هدایت اقتصاد ملی و بالا بردن استانداردهای خود، فرصت کار را برای همه شهروندان فراهم کند." قوانین کار اردن از زنان در از دست دادن شغل خود در دوران بارداری محافظت می‌کند و به آنها در زمینه مراقبت از کودکان کمک می‌کند. در حالی که خود قوانین، عدالت و برابری را ترویج می‌کنند، آرمان‌های سنتی مردانگی و زنانه و "ماهیت مردسالاری نظام حقوقی " به عدم حضور چشمگیر زنان از محل کار و نابرابری‌هایی که یک بار در آنجا با آنها روبرو هستند کمک می‌کند.
نابرابری‌های جنسیتی در اردن امروز نیز ناشی از نقش‌های جنسیتی سنتی است که خود را در فرهنگ اردن جاسازی کرده‌اند. "در ریشه موانع به منظور مشارکت نیروی کار زنان نگرش سنتی که ارزش بالا در نقش زنان در حوزه خصوصی و در درون خانواده در جامعه اردن مهم این است که هستند." این کلیشه‌ها مبتنی بر این عقیده هستند که: (الف) زن و مرد از نظر بیولوژیکی با یکدیگر تفاوت دارند و این تفاوت‌های بیولوژیکی عملکرد اجتماعی آنها را تعیین می‌کند. (ب) زن و مرد مسئولیت‌های مختلف و مکمل خود را در خانواده دارند. و (ج) آنها دارای حقوق متفاوتی اما عادلانه در ارتباط با آن مسئولیت‌ها هستند.
الگوی سنتی" جنسیت اردنی انتظار دارد که زنان زود ازدواج کنند و به عنوان خانه دار، همسر و مادر در خانواده سهیم باشند. فرض بر این است که این مرد مسئولیت خانه را عهده دار می‌شود و خانواده خود را از نظر مالی تأمین می‌کند. زنان، به عنوان همسران و مادران، به عنوان آسیب پذیر و نیازمند محافظت از سوی شوهر درک می‌شوند. مسئولیت مردان برای حمایت از همسران و فرزندان، توجیه کافی برای اعمال اقتدار در برابر زنان در همه زمینه‌های تصمیم‌گیری در حوزه‌های عمومی و خصوصی است. با توجه به این الگوی سنتی، تعامل زنان با و نمایندگی در سیاست و جامعه توسط واسطه شوهرش انجام می‌شود. در حالی که این الگوی تا حدی در سراسر جهان وجود دارد، به ویژه در اردن برجسته می‌شود زیرا نهادینه شده و چارچوب قانونی را فرا گرفته‌است.

## حقوق خانوادگی

### ازدواج
همسران اردنی توانایی همسران خود را در استفاده از حقوق تضمین شده مشروطه خود برای کار و سایر فعالیتهای عمومی تعیین می‌کنند. قانون و فرهنگ اردن نشان می‌دهد که مردان کنترل خاصی بر همسایگان خود دارند تا تعامل خود را با مردم انجام دهند. آقایان انتظار دارند که همسرانشان مطیع باشند زیرا برای حمایت مالی از خانواده کار می‌کنند. برخی اصلاحات این "مالکیت" را برای دختران جوان به تعویق انداخت. به عنوان مثال، پارلمان اردن سن قانونی ازدواج را برای پسران و دختران به ۱۸ افزایش داد، زیرا قانون قبلی سن قانونی ازدواج را برای پسران ۱۶ و ۱۵ را برای دختران تعیین می‌کرد که این امر باعث ترویج ازدواج‌های زودرس و پس از آن ترک تحصیل مدرسه برای ازدواج می‌شود.

### طلاق
قانون طلاق تقریباً کاملاً مبتنی بر قانون شرع اسلامی است که "اقتدار غیرقابل انکار" تلقی می‌شود. با این وجود، انواع مختلفی از تفسیر و کاربرد در بین دادگاه‌های اسلامی در خاورمیانه وجود دارد. خصوصاً طلاق در اردن، حقوق زنان را نادیده می‌گیرد و در صورت عدم حمایت خانواده‌هایشان، زنان را از هیچ چیز رها نمی‌کنند. در سال‌های اخیر دولت برای تغییر این مشکل با تغییر سیستم قضایی تلاش کرده‌است . به عنوان مثال، "قانونی جدید تهیه شده‌است که مردان را مجبور می کند به جای شش ماه به مدت سه سال نفقه بپردازند، که قبلاً چنین بود." از آنجا که مردان در صورت "نافرمانی" از طلاق آزاد هستند و از حمایت از همسران خود متوقف می‌شوند، قانون دیگری صندوق اجباری را برای زنان مطلقه ایجاد کرد و آنها را برای تسویه حساب از همسر سابق خود تضمین کرد.

### فرزندان
پدر مسئولیت فنی، دارایی و نگهداری و آموزش فرزندان را بر عهده داشت، در حالی که مادر مسئولیت "مراقبت جسمی و پرورش" فرزندان را بر عهده داشت. در حالی که پدر " سرپرست طبیعی" محسوب می‌شد، اگر والدین طلاق بگیرند، مادر حضانت می‌گرفت.